# 不分性別

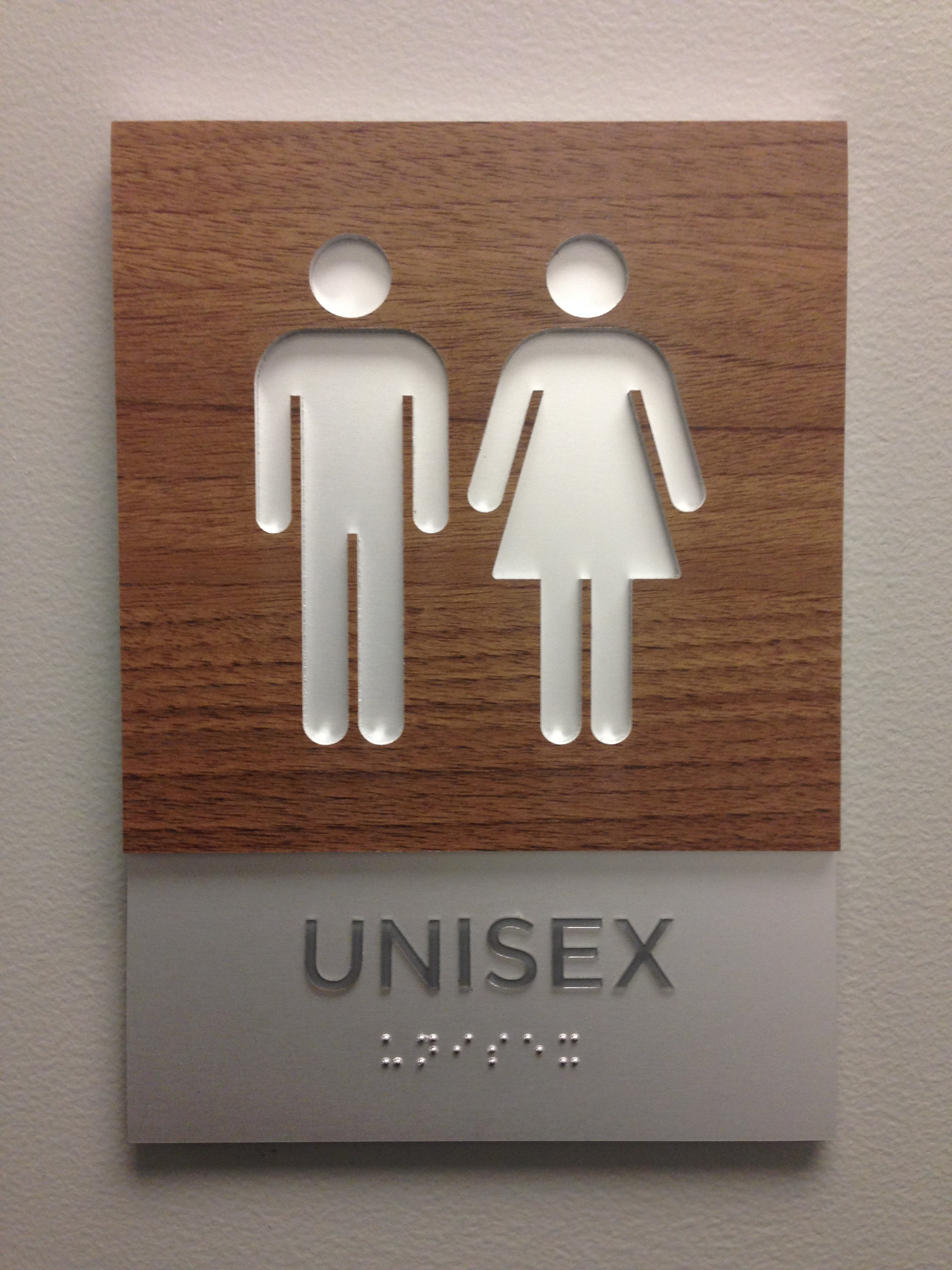
不分性別的衛生間

不分性別（英文：Unisex），或稱兩性共享、男女皆宜，一般用作形容詞，指代事物可適用於任何性別的人群。英文裡亦可解作性別中立。
此用詞在1960年代出現，非正式地流行。儘管西文“Uni-”是來自拉丁文“unus”，解為“單一”，但是“Uni-”受“united”及“universal”等詞影響，轉作統一、聯合、普適、共通、共享等意義，“unisex”即是不分性別的共享。
不以性別區分服務、同時服務各性別的理髮店和美容沙龍常被稱作“Unisex”，以免性別歧視的爭議。公共廁所多屬性別隔離，否則即屬中性廁所或稱不分性別的厠所。服裝界亦有不分性別的設計，如T恤等。在部分國度，兩性共浴（包括父女共浴及母子共裕）及更衣，並不構成色情或敗壞風化。基於兩性生理差異，男女分開上體育課，則少有爭議。
基於社會長期的性別定型及造成性別歧視的爭議，不少政府及機構均支持不分性別的友好政策，以支持性別平等。